# Knox City
Koordinaten: 37° 53′ S, 145° 13′ O

Knox City ist ein lokales Verwaltungsgebiet (LGA) im australischen Bundesstaat Victoria. Knox gehört zur Metropole Melbourne, der Hauptstadt Victorias. Das Gebiet ist 116 km² groß und hat etwa 150.000 Einwohner.
Knox liegt 26 bis 35 km östlich des Stadtzentrums von Melbourne und enthält zehn Stadtteile: Bayswater, Boronia, Ferntree Gully, Knoxfield, Lysterfield, Rowville, Scoresby, The Basin, Wantirna und Wantirna South. Der Sitz des City Councils befindet sich in Wantirna South.
Die City liegt am Fuße der Dandenongs, einer Hügelkette um den 633 m hohen Mount Dandenong.
Ab den 1970er Jahren ist die City stark angewachsen und gehört zu den größten der Hauptstadt. Die Chemie- und die Lebensmittelindustrie ist hier stark vertreten. Der japanische Spielkonsolen-Hersteller Nintendo hat hier seinen australischen Hauptsitz.

## Verwaltung
Der Knox City Council hat neun Mitglieder, die von den Bewohnern der neun Wards gewählt werden. Diese neun Bezirke (Baird, Chandler, Collier, Dinsdale, Dobson, Friberg, Scott, Taylor und Tirhatuan) sind unabhängig von den Stadtteilen festgelegt. Aus dem Kreis der Councillor rekrutiert sich auch der Mayor (Bürgermeister) des Councils.